# Sūteh Kheyl
Sūteh Kheyl (persiska: سوته خيل) är en ort i Iran.   Den ligger i provinsen Mazandaran, i den norra delen av landet, 220 km öster om huvudstaden Teheran. Sūteh Kheyl ligger 1 122 meter över havet och antalet invånare är 363.
Terrängen runt Sūteh Kheyl är lite bergig. Runt Sūteh Kheyl är det ganska tätbefolkat, med 100 invånare per kvadratkilometer. Närmaste större samhälle är Bīsheh Band, 14,6 km nordost om Sūteh Kheyl. I omgivningarna runt Sūteh Kheyl växer i huvudsak blandskog.